# BRAB-500 M-55
BRAB-500 M-55 (ros. БРАБ-500 М-55) – radziecka bomba przeciwpancerna przeznaczona do zwalczania silnie umocnionych celów. Bomba tego typu mogła przebić kilkucentymetrową warstwę stali, lub ponad metrową warstwę żelbetu.